# Кавиджоли, Эмидио
Эмидио Кавиджоли (итал. Emidio Cavigioli, 3 июля 1925, Оменья — 23 февраля 2015, Бусто-Арсицио) — итальянский футболист, играл на позиции полузащитника и нападающего.

## Клубная карьера
Родился 3 июля 1925 года в городе Оменья. Воспитанник футбольной школы клуба «Спарта Новара», в составе которого в 1941 году дебютировал во взрослом футболе в низших итальянских лигах.
В течение 1943—1944 годов защищал цвета «Новары».
После войны Кавиджоли перешёл в клуб «Про Патрия». Сыграл за команду из городка Бусто-Арсицио следующие шесть сезонов своей игровой карьеры, выиграв в сезоне 1946/47 чемпионат Серии В, забив 14 мячей. После этого Эмидио дебютировал в Серии А. В сезоне 1951/52 годов недолго защищал цвета «Торино», однако не закрепился в составе и вернулся в «Про Патрию».
Завершил профессиональную игровую карьеру в 1957 году в клубе «Варезе» из Серии D, куда перешёл в 1956 году через серьезную травму мениска, после которой не мог играть на высоком уровне.
Умер 23 февраля 2015 года на 90-м году жизни в городе Бусто-Арсицио.

## Выступления за сборную
1948 года в составе сборной был участником футбольного турнира на Олимпийских играх в Лондоне, на котором провел 2 матча, забив 3 гола.

## Ссылка
- Данные об игроке в «Энциклопедии футбола».  (итал.)